# Union sportive bénédictins
L'Union Sportive Bénédictins est un club de football français basé à Saint-Benoît de La Réunion.

## Palmarès
- Championnat de la Réunion de football
  - Champion de D2R en 2002, 2012
- Coupe de La Réunion de football
  - Vainqueur : 1962, 1972.

## Source
- « Les vestiaires du foot »